# Много шума из ничего (фильм, 1973)
«Много шума из ничего» — советский художественный полнометражный цветной фильм снятый режиссёром Самсоном Самсоновым на киностудии «Мосфильм» в 1973 году и по одноимённой комедии Уильяма Шекспира.

## В ролях
- Галина Логинова — Беатриче
- Константин Райкин — Бенедикто
- Татьяна Веденеева — Геро
- Леонид Трушкин — Клавдио
- Борис Иванов — Леонато
- Алексей Самойлов — принц
- Владимир Коренев — Хуан
- Алексей Добронравов — Антонио
- Эраст Гарин — Кисель
- Павел Павленко — Клюква
- Владимир Довейко (озвучивает Владимир Басов) — Бораччио
- Михаил Логвинов — Конрад
- Татьяна Бронзова — Маргарита
- Юрий Яковлев (нет в титрах)

## Съёмочная группа
- Автор сценария — Самсон Самсонов
- Режиссёр — Самсон Самсонов
- Оператор — Михаил Биц, Евгений Гуслинский
- Художник — Александр Бойм, Сергей Воронков
- Художник по костюмам — Людмила Кусакова
- Композитор — Игорь Егиков
- Звукорежиссёр — Григорий Коренблюм
- Директор фильма — Вячеслав Тарасов

## Технические данные
Цветной, широкоформатный

## Съёмки
Кроме шекспировского текста в фильм введены стихи Юнны Мориц, играющие роль своеобразного закадрового комментария.
Сценарий фильма отличается беспрецедентным сокращением шекспировского текста: для поддержания динамичности режиссёр уложился в 83 минуты (при этом несколько минут экранного времени занимают титры, «пустые» кадры с чтением стихов Юнны Мориц и сцены с танцами). Кроме того, некоторые сцены шекспировской пьесы в фильме перекомпонованы.
Натурные съёмки картины проходили на Южном берегу Крыма. Торжественное шествие снято на ступенях Церкви Святой Рипсиме в Ялте.